# Superinfectie
Superinfectie is in de geneeskunde een infectie die optreedt bovenop of naast een ander ziekteproces. Het is dus niet noodzakelijk een extra gevaarlijke infectie. Voorbeeld: geïmpetiginiseerd eczeem is eczeem met een superinfectie van stafylokokken of streptokokken.